# إثميا مزدوجة
إثميا مزدوجة (الاسم العلمي:Ethmia duplicata) هي نوع من الحشرات تتبع جنس الإثميا من فصيلة الألاشستيات.